# Koppenmühle (Darmstadt)
Die Koppenmühle ist ein Bauwerk in Darmstadt-Eberstadt. Heute dient die Mühlenanlage ausschließlich Wohnzwecken. Aus architektonischen, industriegeschichtlichen und stadtgeschichtlichen Gründen ist das Bauwerk ein Kulturdenkmal.

## Geschichte und Beschreibung
Die Koppenmühle wurde im Jahre 1569 durch den landgräflichen Leibeigenen Hans Kopp aus Eberstadt erbaut.
Die Getreidemühle war mit vier oberschlächtigen Gängen ausgestattet.
Im Jahre 1937 wurde die Mühle mit einer Turbine umgerüstet.
Im Jahre 1952 wurde der Mahlbetrieb eingestellt.
Für den Eigenbedarf liefert die Mühle bis heute elektrischen Strom.
Die burgartige Mühlenanlage – eine alle Mühlen dieser Zeit im Modautal verbindende Bauform – wird geprägt durch das Mühlenhauptgebäude, die hohe Mühlenmauer mit Torbau, die Hauptgebäude und ein neues Wohnhaus (früher Stallungen).
Das zweigeschossige, massive Mühlenhauptgebäude ist in Bruchsteinmauerwerk ausgeführt.
Das Gebäude wird von einem abgewalmtem Satteldach bekrönt.
Die Stichbogenfenster werden durch einfache Sandsteingewänder gefasst.
Der Sandsteintorbogen der Mühlenmauer wurde mit künstlerischer Steinmetzarbeit gestaltet.
Ein Müllerwappen aus Sandstein ziert das Giebeldreieck über dem Tor.
Die Südfassade der Mühle schmückt ein Sandsteinrelief von 1714.
Es stellt den Koppenmüller Johann Leonhard Hochschild und seine Gattin Anna Catarina dar.